# Kunikenahalli, Turuvekere
Kunikenahalli là một làng thuộc tehsil Turuvekere, huyện Tumkur, bang Karnataka, Ấn Độ.